# Lusaka
Lusaka es la capital de Zambia, de la provincia de Lusaka y del distrito homónimo, además de la ciudad más poblada del país. Está localizada en la zona centro-sur de Zambia, sobre una meseta a 1279 metros de altitud. Fue fundada como ciudad colonial en 1905 sobre un poblado preexistente. En el año 2000 poseía una población de 1.640.000 habitantes. Se cree que ese censo no fue completo, y que la población real ronda los dos millones. Su área metropolitana ocupa unos 360 km², a pesar de lo cual la ciudad en sí es pequeña; el distrito financiero no supera los 2 km². Su calle principal es Cairo Road, en la que pueden encontrarse diversos edificios institucionales y comerciales. La calle es en realidad el nombre que recibe la sección de la Gran Carretera del Norte que atraviesa la ciudad.
En Lusaka se hablan principalmente dos idiomas: inglés y chichewa o nyanja. Solo el primero es oficial en el país.
Lusaka tiene un gran número de comercios, mercados y bazares. La ciudad ha crecido desde su capitalidad hasta ser una mezcla entre pequeño núcleo colonial y rural y gran capital moderna.

## Historia
Lusaka fue fundada en 1905 por colonos europeos en el lugar de un poblado que recibía el nombre del jefe del mismo: Lusaaka, poco más que una parada del ferrocarril que enlazaba las actuales Rodesia y Tanzania. Poco después recibió el apelativo de ciudad jardín (en inglés: garden city). Entonces tenía avenidas arboladas, una vegetación extensa y cuidada y casas de estilo colonial. Debido a su localización central en el país, en 1931 reemplazó a Livingstone como capital de la colonia británica de Rodesia del Norte. Desde entonces y hasta el planeamiento que ordenó la ciudad el 1952, ésta se desarrolló sin control, naciendo nuevas áreas residenciales y comerciales sin orden ni calidad, y mezclándose áreas urbanas y modernas con otras tradicionales (indígenas o foráneas) y rurales. Con la independencia de Zambia en 1964 se convirtió en su capital y Lusaka continuó creciendo a gran velocidad, siendo una de las ciudades que más rápido se han desarrollado en la África postcolonial.
El 1 de marzo de 1999 cuatro bombas fueron detonadas en Lusaka, una de las cuales destruyó la embajada angoleña.
La economía de Zambia creció rápidamente durante la década de 2000, el gobierno inició proyectos diseñados para mejorar la calidad de la vivienda y el acceso a los servicios en Lusaka.Estos incluían un plan integral de desarrollo urbano, preparado por el gobierno de Zambia y la Agencia de Cooperación Internacional de Japón (JICA), y un proyecto de ley de planificación urbana y regional, que se promulgó en 2015. Sin embargo, la desigualdad y la falta de inversión en vivienda siguen siendo elevadas; en 2015, el 70 % de los residentes seguía viviendo en asentamientos no planificados. En 2018, el ayuntamiento inició un programa de mejoras viales para hacer frente a la congestión de tráfico crónica. Para el 2021 la falta de viviendas y servicios de calidad sigue siendo un problema sin solución aparente.

## Demografía
Según el censo de Zambia de 2010, la población de Lusaka era de 1.715.032 habitantes, de los cuales 838.210 eran hombres y 876.822 mujeres. Esto representó un aumento del 58 por ciento desde el censo de 2000, y el ciudad ha seguido creciendo rápidamente con una población estimada de 2,731,696 en 2020. Aunque el área estuvo históricamente en el límite entre el territorio de los Soli y los pueblos Lenje, la Lusaka moderna no tiene un solo grupo étnico dominante, con presencia de todas las tribus de Zambia. Este es el resultado de una extensa migración de todas las áreas del país a la ciudad, así como la política del gobierno "One Zambia, One Nation" que alienta a los empleados del gobierno a trabajar en todo el país, independientemente de su área de origen. Aunque la mayoría de la población es africana y de origen pueblos bantúes, también hay algunos residentes a largo plazo no bantúes en Lusaka. Esto incluye gente blanca, algunos de los cuales descienden de inmigrantes que se asentaron alrededor del ferrocarril en la época colonial e indios que hablan Gujarati, cuyo número ha aumentado desde la independencia de Zambia. Muchos de estos residentes no africanos tienen la ciudadanía de Zambia.

### Idiomas
Al igual que con el resto de Zambia, el inglés es el idioma nacional oficial en Lusaka y se usa en la educación desde el quinto grado en la escuela, a la edad de 11 años, hasta la universidad. También es el idioma utilizado por las grandes empresas, la mayoría de los periódicos y medios de comunicación, así como por el gobierno. La lengua franca de la ciudad hasta la década de 1980 era  el idioma nyanja, traído por inmigrantes de la Provincia Oriental. Desde entonces, sin embargo, con el aumento de la migración desde el Cinturón de Cobre, ha habido un uso creciente del Bemba entre los residentes de la ciudad, lo que llevó a un idioma híbrido en Lusaka conocido como Town Nyanja. Este idioma se basa en el nyanja, pero incorpora vocabulario de inglés y bemba, así como el idioma nsenga.

## Economía
Lusaka es el centro económico y financiero de Zambia, la principal puerta de entrada del país al resto del mundo y el mayor centro de negocios. Aunque las cifras del PIB a nivel de distrito no se registran en Zambia, a nivel provincial, la provincia de Lusaka tuvo el segundo producto interno bruto más alto de Zambia en 2014, contribuyendo con el 27,2% de la producción nacional, una cifra muy por debajo de la Provincia de Copperbelt.
A diferencia del resto de Zambia, donde la agricultura y la minería son los principales contribuyentes, la economía de Lusaka está dominada por el sector de los servicios, así como por el comercio mayorista y minorista. Las principales áreas de empleo en la ciudad incluyen finanzas, seguros, bienes raíces, transporte, comunicaciones, energía, construcción y manufactura.La sede de los bancos de Zambia se encuentra en la ciudad, al igual que la Bolsa de Valores de Lusaka, que se inauguró en 1993.

### Multitiendas
Lusaka alberga los centros comerciales más grandes y numerosos del país, incluidos Manda Hill, Levy Junction, EastPark, Cosmopolitan y el centro comercial Arcade, más pequeño pero también altamente conocido. También tiene centros comerciales de nueva construcción, como el centro comercial Lewanika, el centro comercial Centro, los centros comerciales Novare Pinnacle en Woodlands y a lo largo de Great North Road.

## Equipamientos

### Lugares culturales
Lusaka cuenta con varios lugares de interés turístico, histórico, artístico y cultural:
- Estatua de la Libertad: Representa a un hombre rompiendo unas cadenas como metáfora de la independencia nacional.[5]
- Centro cultural Kabwata: Complejo de unas 300 cabañas construidas en los años 1930 y 1940 por el gobierno colonial para trabajadores negros. La mayoría fueron demolidas a comienzos de los años 1970, pero 43 se salvaron para convertirse en un centro cultural, donde actualmente viven artistas venidos de todo el país y de todas las disciplins: escultores de madera y piedra, orfebres, trabajadores del textil, etc. Desgraciadamente las cabañas no se encuentran en buen estado de conservación.[5]
- Galería de arte Namwane: Galería situada dentro del distrito, a 15 km de la capital. Se centra en exposiciones de pintores y escultores de Zambia, exponiendo también obras de otros artistas africanos.[5]
- Jardín Botánico Munda Wanga: Es el único jardín botánico del país, además de zoo. Fue creado en 1950 como jardín privado y posteriormente vendido al gobierno estatal. En 2008 se puso en marcha un proyecto para recuperar sus condiciones originales e integrar mejor la flora y la fauna locales.[20]
- Museo Nacional de Lusaka: Es uno de los 4 museos nacionales del país. Fue instituido en 1996, aunque la idea de crear este museo se formó más de diez años antes. Tiene dos galerías, una de arte contemporáneo de Zambia y otra de objetos históricos y étnicos del país.[21][5]

### Edificios religiosos
En Lusaka hay varios templos dedicados a diferentes religiones, fundamentalmente iglesias y mezquitas.
- Catedral de la Santa Cruz: templo anglicano situado en el distrito de Ridgeway.[5] La iglesia anglicana en Zambia es muy pequeña, y su clero es mínimo. En Lusaka, en 1998, sólo había dos prelados para 33 comunidades anglicanas.[22] El edificio ha estado en uso desde 1962, aunque no fue consagrado hasta el 28 de agosto de 1970.[23]

### Edificios institucionales

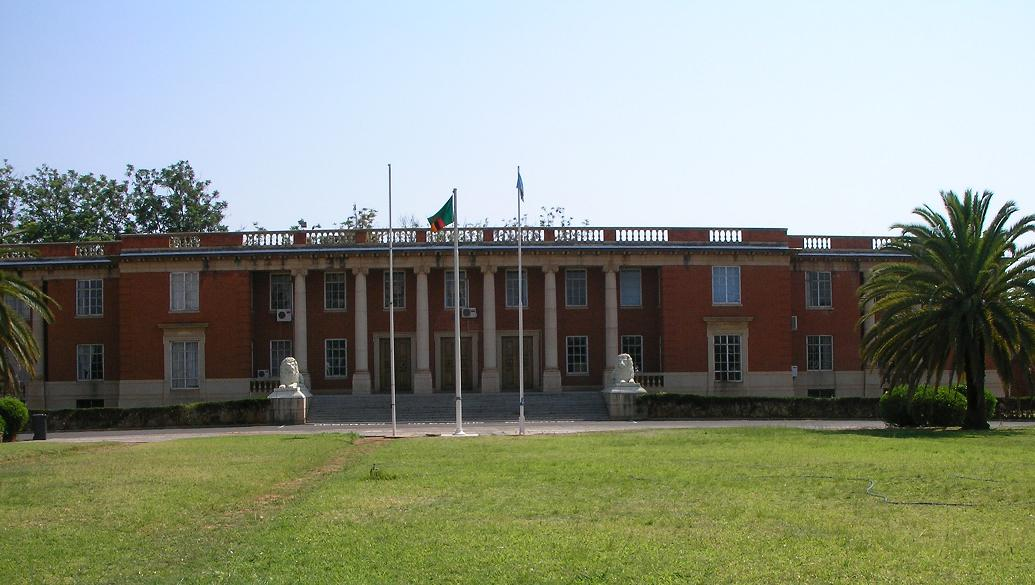
Cortes Supremas de Zambia.

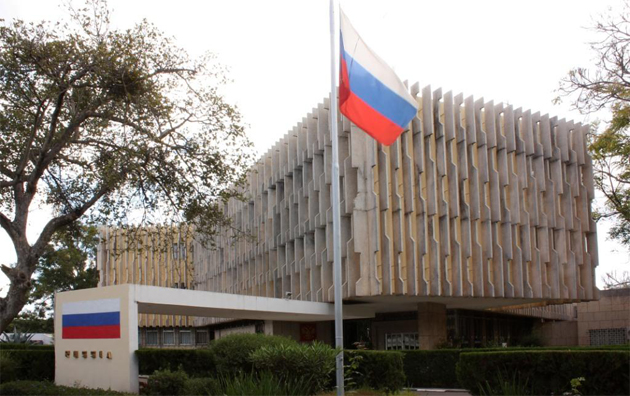
Embajada rusa en Lusaka.

Lusaka tiene los edificios administrativos y ejecutivos propios de una capital estatal, además de una serie de las embajadas extranjeras.
- Asamblea Nacional de Zambia.[1]
- Parlamento de Zambia.[24]
- Palacio del Gobernador de Rodesia del Norte.[24]
- Banco de Zambia: una de las dos sedes del Banco de Zambia. La otra se encuentra en Ndola.[1] Terminado en 1975, es uno de los edificios más notables de la ciudad.[3]

### Edificios deportivos
- Estadio Independence: estadio de fútbol.[25]
- Estadio Nkoloma.[25]
- Estadio Woodlands.[25]
- Estadio Sunset.[25]

## Educación
Lusaka tiene el mayor campus de la Universidad de Zambia, fundada en 1965. Además, la ciudad cuenta con varios de los mejores colegios del país, varios de ellos internacionales. Ejemplos son el Colegio Internacional de Lusaka, la Escuela Rhodes Park, el Colegio Baobab', el Colegio Internacional Francés, el Colegio Internacional Italiano, el Colegio Internacional Chino y el Colegio Internacional Americano.

## Medios de difusión
Lusaka y por extensión, Zambia, cuenta con varios periódicos, entre los que se cuentan Times of Zambia y The Post, ambos con plataformas digitales, y Lusaka Times, periódico exclusivamente electrónico fundado en 1999, después de haberse ideado un año antes, y financiada por Dutch IICD.

## Transportes
El distrito cuenta con dos aeropuertos. El Aeropuerto Internacional de Lusaka, uno de los cuatro internacionalizados en Zambia, es el más grande del país y uno de los mayores de África. Está situado junto a la línea de ferrocarril que une Livingstone y Kitwe, y su uso es tanto público como militar. Existe otro viejo aeropuerto cercano al centro urbano, hoy usado ocasionalmente para el transporte privado del presidente y otros cargos ejecutivos.
Tiene líneas de autobús para la ciudad en sí y para las localidades de la periferia.

## Clima
Debido a su altitud, elevedada sobre una meseta, Lusaka goza de un clima subtropical húmedo, con veranos templados e inviernos suaves. El mes más frío es julio, con temperaturas medias que rondan los 16 °C, y el más caliente, octubre, ronda los 25 °C. Tiene una estación lluviosa y otra seca. Esta última abarca la mayor parte del año.
| Parámetros climáticos promedio de Lusaka, Zambia | Parámetros climáticos promedio de Lusaka, Zambia | Parámetros climáticos promedio de Lusaka, Zambia | Parámetros climáticos promedio de Lusaka, Zambia | Parámetros climáticos promedio de Lusaka, Zambia | Parámetros climáticos promedio de Lusaka, Zambia | Parámetros climáticos promedio de Lusaka, Zambia | Parámetros climáticos promedio de Lusaka, Zambia | Parámetros climáticos promedio de Lusaka, Zambia | Parámetros climáticos promedio de Lusaka, Zambia | Parámetros climáticos promedio de Lusaka, Zambia | Parámetros climáticos promedio de Lusaka, Zambia | Parámetros climáticos promedio de Lusaka, Zambia | Parámetros climáticos promedio de Lusaka, Zambia |
| Mes                                              | Ene.                                             | Feb.                                             | Mar.                                             | Abr.                                             | May.                                             | Jun.                                             | Jul.                                             | Ago.                                             | Sep.                                             | Oct.                                             | Nov.                                             | Dic.                                             | Anual                                            |
| ------------------------------------------------ | ------------------------------------------------ | ------------------------------------------------ | ------------------------------------------------ | ------------------------------------------------ | ------------------------------------------------ | ------------------------------------------------ | ------------------------------------------------ | ------------------------------------------------ | ------------------------------------------------ | ------------------------------------------------ | ------------------------------------------------ | ------------------------------------------------ | ------------------------------------------------ |
| Temp. máx. abs. (°C)                             | 39.6                                             | 36.4                                             | 33.6                                             | 33                                               | 32                                               | 29.9                                             | 29.7                                             | 33.5                                             | 38.5                                             | 37.2                                             | 38.6                                             | 33.9                                             | 39.6                                             |
| Temp. máx. media (°C)                            | 27.4                                             | 27.4                                             | 27.5                                             | 27.1                                             | 25.8                                             | 23.8                                             | 24                                               | 26.5                                             | 30.3                                             | 31.7                                             | 30.4                                             | 27.7                                             | 27.5                                             |
| Temp. media (°C)                                 | 21.5                                             | 21.5                                             | 21.1                                             | 19.9                                             | 17.4                                             | 15.2                                             | 14.9                                             | 17.3                                             | 21.3                                             | 23.5                                             | 23.4                                             | 21.7                                             | 19.9                                             |
| Temp. mín. media (°C)                            | 17.6                                             | 17.4                                             | 16.4                                             | 14                                               | 10.7                                             | 7.8                                              | 7.2                                              | 9.2                                              | 12.9                                             | 16.2                                             | 17.4                                             | 17.8                                             | 13.7                                             |
| Temp. mín. abs. (°C)                             | 13                                               | 12.9                                             | 10                                               | 8                                                | 5.4                                              | 0.2                                              | 0.7                                              | 2.8                                              | 5.8                                              | 9                                                | 10.8                                             | 10.4                                             | 0.2                                              |
| Precipitación total (mm)                         | 245.4                                            | 185.9                                            | 95                                               | 34.7                                             | 3.1                                              | 0                                                | 0.1                                              | 0.4                                              | 1.7                                              | 18.4                                             | 89.3                                             | 208.1                                            | 882.1                                            |
| Días de precipitaciones (≥ 1 mm)                 | 18                                               | 15                                               | 10                                               | 3                                                | 0                                                | 0                                                | 0                                                | 0                                                | 0                                                | 2                                                | 8                                                | 16                                               | 72                                               |
| Horas de sol                                     | 176.7                                            | 168                                              | 220.1                                            | 246                                              | 275.9                                            | 270                                              | 294.5                                            | 303.8                                            | 291                                              | 272.8                                            | 234                                              | 182.9                                            | 2935.7                                           |
| Humedad relativa (%)                             | 82.3                                             | 82.5                                             | 80.7                                             | 75.8                                             | 69.3                                             | 65.2                                             | 61.1                                             | 53.6                                             | 46.3                                             | 48.6                                             | 60.2                                             | 78.6                                             | 67                                               |
| Fuente: NOAA                                     |                                                  |                                                  |                                                  |                                                  |                                                  |                                                  |                                                  |                                                  |                                                  |                                                  |                                                  |                                                  |                                                  |

## Ciudades hermanadas
- Dusambé, Tayikistán (desde 1966).
- Los Ángeles, Estados Unidos (desde 1968).
- Cork, Irlanda (desde 1971).
- Izhevsk, Rusia.
- Neuquén, Argentina